# Ponte delle Tavole
Ponte delle Tavole è una frazione del comune di Sant'Angelo Romano, nella Città metropolitana di Roma Capitale.

## Dati principali
Con un'altitudine minima di 59 metri sul livello del mare è la frazione più bassa del territorio comunale; è popolata da circa 500 abitanti e si trova a 5,79 chilometri dal comune di Sant'Angelo Romano, che ne fanno la frazione più lontana da esso.
La frazione si trova sulla via Palombarese, fra il km 22,550 e il km 23,850 ed è, dopo Osteria Nuova, quella più popolosa nonché costituita da maggiori attività industriali, commerciali ed artigianali.